# Fåfängskäret, Karleby
Fåfängskäret är en ö i Finland. Den ligger i Bottenviken och i kommunerna Karleby i landskapen Mellersta Österbotten och Österbotten, i den nordvästra delen av landet. Ön ligger omkring 16 kilometer väster om Karleby och omkring 430 kilometer norr om Helsingfors.
Öns area är 15,7 hektar och dess största längd är 0,8 kilometer i sydöst-nordvästlig riktning. Ön höjer sig omkring 10 meter över havsytan.
Fåfängskäret ligger geografiskt i Larsmo kommun, men tillhör Karleby kommun. 